# OFAB-50
OFAB-50 (ros. ОФАБ-50) – rosyjska bomba odłamkowo-burząca wagomiaru 50 kg. Odłamki tej bomby zachowują skuteczność przeciw celom żywym z odległości 200 m, celom lekko opancerzonym z odległości 65 m. Wybuch może przebić płytę betonową o grubości do 200 mm. Bomba jest przenoszona w bombę kasetowej RBK-500U (10 szt.)